# Polyblastus kiritshenkoi
Polyblastus kiritshenkoi là một loài tò vò trong họ Ichneumonidae.